# Mt. Gox
Mt. Gox era un sito per lo scambio di criptovalute.

## Storia
Nacque nel luglio 2010, e dal 2013 fino al 2014 gestiva oltre il 70% di tutte le transazioni bitcoin nel mondo. Nel febbraio 2014 Mt. Gox ha sospeso le transazioni, ha chiuso il sito ed il servizio di transazioni, e ha dichiarato bancarotta Nell'aprile del 2014 la società ha avviato le procedure di liquidazione.
Mt. Gox annunciò che circa 850.000 bitcoin (del valore di 450 milioni di dollari di allora) appartenenti ai suoi clienti e alla società non erano più reperibili o erano stati rubati. Sebbene 200.000 bitcoin siano stati ritrovati, non si capisce se la mancanza fosse da ricondurre a furto, frode, malagestione o una combinazione di tali cause. Nuove prove presentate ad aprile 2015 dalla società di sicurezza informatica giapponese WizSec hanno portato a concludere che siano stati "per lo più rubati nel tempo a partire dalla fine del 2011".